# Invasión estadounidense de Corea
La invasión estadounidense de Corea, denominado con el nombre clave de Operación Blacklist Forty, fue la operación que dio inicio a la ocupación por parte de Estados Unidos al sur de la península de Corea a finales de la Segunda Guerra Mundial, que comenzó en el año 1945 y terminó en 1948. Las fuerzas armadas estadounidenses aterrizaron dentro de la actual Corea del Sur para recibir la rendición de los japoneses, y ayudar a crear un gobierno coreano independiente con la participación de la Unión Soviética, que ocupaba la actual Corea del Norte. Sin embargo, cuando este esfuerzo no tuvo éxito, tanto los Estados Unidos como la Unión Soviética establecieron sus propios gobiernos afines a sus intereses, siendo el preámbulo de la guerra de Corea.

## Antecedentes
Después de la rendición del Imperio del Japón y ante la avanzada de la Unión Soviética y los comunistas chinos, los japoneses pusieron en el poder a un régimen republicano popular independiente para evitar la expansión soviética en la península, este nuevo gobierno pidió ayuda a los aliados para hacer frente a los soviéticos, paralelamente el Gobierno provisional de la República de Corea exigía una rápida intervención militar aliada para expulsar a los comunistas, japoneses y derrocar al nuevo gobierno títere que se encontraba en Corea; a pesar del nacionalismo coreano tanto la Unión Soviética y los Estados Unidos ya habían tenido planeado separar la península coreana, el límite sería el Paralelo 38 norte, dos agentes estadounidenses Dean Rusk y Charles Bonesteel fueron los encargados de esta tarea junto a militares de ambas naciones, el límite fue propuesto y las dos naciones lo aceptaron. Ambos países esperaban crear gobiernos afines a los suyos sin importar la existencia del entonces gobierno republicano popular de Corea.

## Ocupación
La fuerza de ocupación estuvieron compuestas por 45.000 hombres del sexto ejército de los Estados Unidos. El 4 de septiembre los primeros estadounidenses en llegar a Corea fue un pequeño grupo de avanzada que fueron recibidos por japoneses y miembros coreanos de la República Popular, otro pequeño grupo de avanzada, que constaba de catorce hombres de la 7ª División de Infantería llegó el 9 del mismo mes. De acuerdo con el autor Paul M. Edwards, el gobierno de Estados Unidos tenía poco interés en Corea, y toda la ocupación se basó en la petición del general Douglas MacArthur, que estaba al mando de la ocupación de Japón, y que consideraba que regiones como Corea o Taiwán que por tanto tiempo fueron ocupados aun podía caer en la influencia de otras naciones contrarias a los intereses de los Estados Unidos como Corea ante los soviéticos y Taiwán ante los comunistas chinos. MacArthur, sin embargo, ya estaba "sobrecargado" con el trabajo que había que hacer en Japón, por lo que ordenó comandante de la operación, al teniente general John R. Hodge, para mantener una ocupación "fuerte" de Corea. Hodge estableció su cuartel general en el Hotel Banda en Seúl, estableció un gobierno militar, a pesar del reclamo del régimen republicano popular y del gobierno provisional, declaró el idioma inglés como oficial en Corea, e inició el proceso de construcción de un gobierno de Corea independiente que fuera amigo de los Estados Unidos.
Con la desaparición de la República Popular de Corea y la poca presencia del gobierno provisional coreano el régimen militar trato con mano dura a la población coreana, el propio Hodge lo demostró al declarar como "enemigos a los coreanos", tener una pobre idea de su cultura nacional, e incluso permitió la continua existencia de las damas de confort para el placer de sus soldados, también permitió que la élite japonesa de Corea volviera a tener relevancia en la política coreana en un principio hasta expulsarlos y cambiarlos por autoridades estadounidenses que en la práctica siguieron cometiendo abusos contra la población coreana. Edwards dice que la contribución más significativa del general Hodge a la ocupación fue la alineación de su gobierno militar con la facción élite anticomunista de Corea, y el perdón a los poderes que habían apoyado a los japoneses en temas de política.
El escritor japonés Eiji Takemae dice que las fuerzas estadounidenses fueron recibidos como ocupantes, y no como liberadores. También dice que los estadounidenses limitaron a los japoneses en mayor consideración que los coreanos, debido a la formación militar de los primeros, y su "apreciado" conocimiento y habilidades administrativas, que no encontraban entre los coreanos. Al final resultó que, los estadounidenses encontraron que era más fácil tratar con las autoridades japonesas en lo que respecta al control de Corea, en lugar de tratar directamente con las diferentes facciones políticas de Corea. 

“En los ojos de muchos coreanos, los americanos eran tan malos como los japoneses [...]”.
Eiji Takemae.

## Desacuerdos entre Estados Unidos y la Unión Soviética

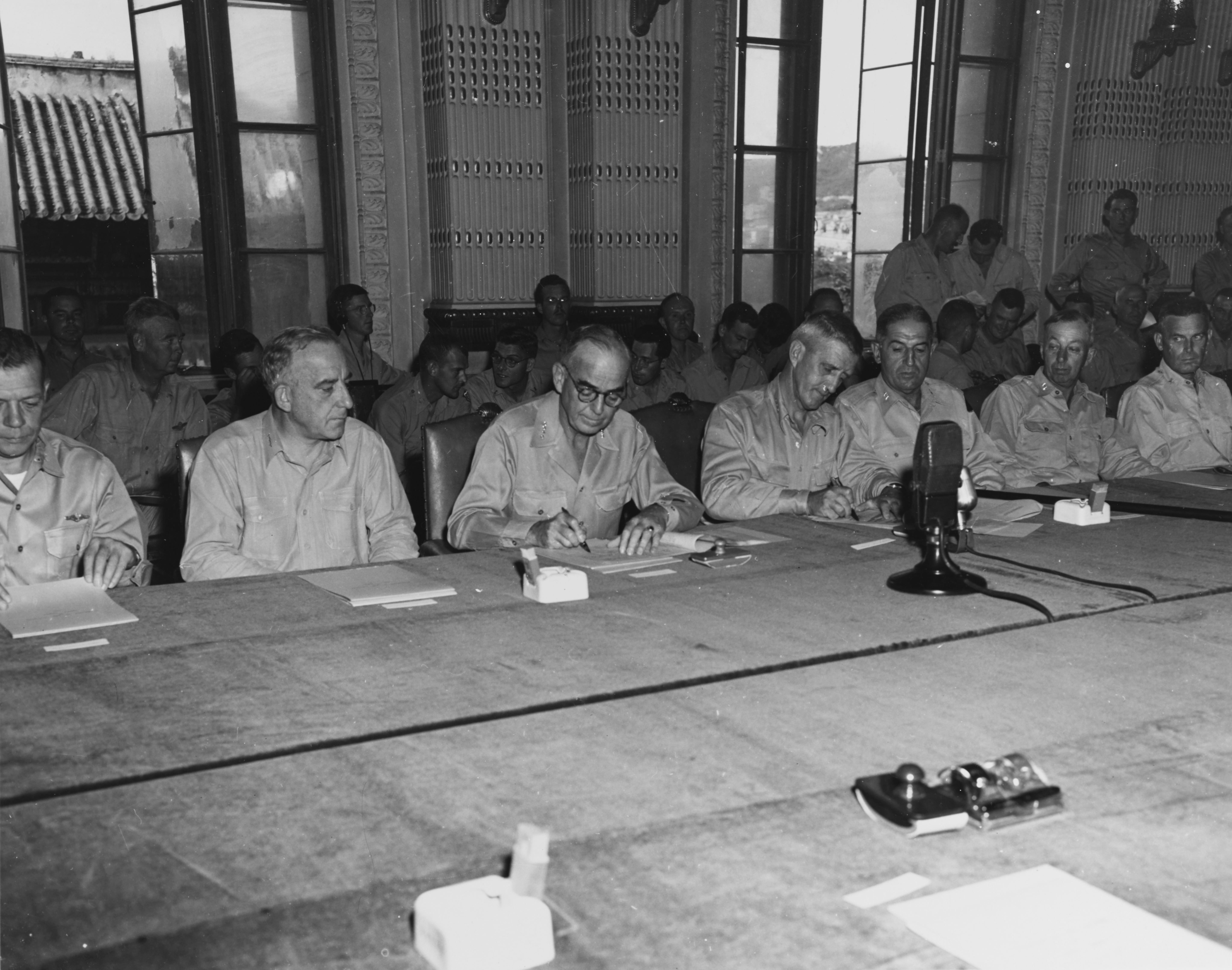
Militares de las fuerzas de ocupación firmando el acta donde aceptaban la rendición de Japón y la retirada de este de la península, 9 de septiembre de 1945.

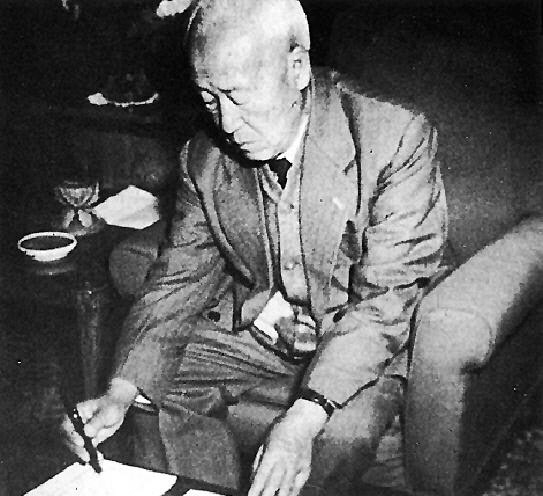
Syngman Rhee firmando el acta donde pasaba a ser formalmente presidente de la República de Corea.

Los preparativos para la retirada de las fuerzas de ocupación estadounidenses y soviéticas de la península coreana no podían comenzar hasta que dichas naciones se pusieran de acuerdo para establecer un gobierno unificado coreano amigable para los intereses de ambos países. Sin embargo, los soviéticos se negaron a aceptar cualquier idea que no implicara la creación de un estado comunista, y por lo tanto las negociaciones fueron infructuosas. Como resultado de este desacuerdo, Estados Unidos envió al tribunal de las Naciones Unidas la cuestión de Corea. Las Naciones Unidas acordaron asumir el reto en septiembre de 1947, y procedió con la provisión de los coreanos con las elecciones supervisadas por las Naciones Unidas. La Unión Soviética, sin embargo, dejó claro que cualquier decisión tomada por las Naciones Unidas solo se aplicaría a la parte del control estadounidense, y que cualquier cosa bajo su control sería determinado por ellos dando como resultado la creación de la República Democrática Popular de Corea el 9 de septiembre de 1948, a pesar de esto se llevaron a cabo las elecciones en el sur de la península, y el líder del debilitado Gobierno provisional coreano, Syngman Rhee, salió como ganador y fue nombrado presidente el 24 de julio de 1948 de la recién creada República de Corea.
Las ocupación estadounidense y soviética de Corea terminó poco después, dejando la península coreana dividida. Según Edwards, la mayoría de los estadounidenses estaban satisfechos de haberse retirado. En 1950, los asuntos Corea, y del Lejano Oriente en general, que había sido de tan pequeña importancia para los estadounidenses dio como resultado que el 5 de enero de 1950, el presidente Harry Truman advirtiera que Estados Unidos no se iba a interponer en las relaciones entre la República Popular China y la República de China, siete días más tarde el secretario de Estado Dean Acheson dijo que "Corea estaba ahora fuera de la esfera de influencia norteamericana." A pesar de esto, los Estados Unidos y Corea del Sur firmaron un pacto de ayuda militar el 26 de enero de 1950, pero esto no sirvió de nada para persuadir a Corea del Norte de no invadir Corea del Sur dando inicio a la guerra de Corea.